# Dąbrowa (Wieliczka)
Pour les articles homonymes, voir Dąbrowa.
Dąbrowa est une localité polonaise de la gmina de Kłaj, située dans le powiat de Wieliczka en voïvodie de Petite-Pologne.

## Toponymie
Dąbrowa signifie « forêt de chêne » en Polonais.

## Géographie
Cette localité est composée des quartiers de Podlas et Podoły, ainsi que du hameau de Błoto (Dąbrowa) (pl).